# Jean Deslauriers
Jean Deslauriers (* 24. Juni 1909 in Montreal; † 30. Mai 1978 in Saint-Jérôme/Québec) war ein kanadischer Geiger, Dirigent und Komponist.

## Leben
Deslauriers studierte von 1918 bis 1923 Geige bei Émile Taranto und Camille Couture, Harmonielehre und Solfège bei Romain-Octave Pelletier, Kontrapunkt und Instrumentation bei Auguste Descarries und Instrumentation bei Claude Champagne. Von 1924 bis 1929 begleitete er die Sänger Paul Dufault und Joseph Saucier bei Tourneen durch Kanada und Neuengland. Danach trat er als Geiger und Dirigent auf Kreuzfahrtschiffen auf.
Von 1935 bis 1945 war Deslauriers Mitglied des Orchesters der Concerts Symphoniques de Montréal. Als Leiter der Rundfunkorchester der CBC dirigierte er von 1937 bis 1957 das Programm Serenade for Strings, außerdem Radio-Concerts Canadiens, Théâtre lyrique Molson, Concerts d’opéras und die Fernsehserien L’Heure du concert, Sérénade und Concerts populaires. 1954 war er Dirigent der Fernsehproduktion von Rossinis Il barbiere di Siviglia, einer der ersten für das Fernsehen produzierten Opernaufführungen der CBC. Für die CBC dirigierte er außerdem auch André Messagers Monsieur Beaucaire, Charles Gounods Roméo et Juliette und Giacomo Puccinis Madama Butterfly.
Von 1964 bis 1970 war Deslauriers musikalischer Leiter des Théâtre lyrique de la Nouvelle-France in Québec, wo er unter anderem Ambroise Thomas’ Mignon und  Georges Bizets Les pêcheurs de perles aufführte. An der Opéra du Québec dirigierte er Camille Saint-Saëns’ Samson et Dalila (1971), Gaetano Donizettis La fille du régiment (1972), Jules Massenets Manon (1973) und Madama Butterfly (1974), bei der Canadian Opera Company Puccinis La Bohème (1972) und bei der Edmonton Opera Association Gounods Faust (1973). In der Serie Grand Converts der CBC aus der Salle Claude-Champagne führte er 1976 Ausschnitte aus Alexis Contants Caïn auf.
Als Gastdirigent leitete Deslauriers Rundfunk- und Sinfonieorchester aus  Montreal, Québec, Toronto, Ottawa, Halifax, Vancouver und Winnipeg. 1966 dirigierte er die Uraufführung von Robert Turners Three Episodes for Orchestra mit dem Toronto Symphony Orchestra, 1968 die Uraufführung von François Morels Prismes-Anamorphoses mit dem Toronto CBC Orchestra. Nach 1945 war er als Arrangeur und Dirigent der Filmmusik an mehreren Filmproduktionen beteiligt. Von seinen Kompositionen wurden ein Prélude für Streicher und das Lied La Musique des yeux bekannt. Das Anfang der 1930er Jahre erbaute Auditorium le Plateau in Montreal erhielt 1975 den Namen Salle Jean-Deslauriers.